# Bistum Cartago (Kolumbien)
Das Bistum Cartago (lat.: Dioecesis Carthadensis in Columbia, span.: Diócesis de Cartago) ist eine in Kolumbien gelegene römisch-katholische Diözese mit Sitz in Cartago.

## Geschichte
Das Bistum Cartago wurde am 16. März 1962 durch Papst Johannes XXIII. mit der Päpstlichen Bulle Ecclesiarum omnium aus Gebietsabtretungen des Bistums Cali errichtet. Es ist dem Erzbistum Cali als Suffraganbistum unterstellt.

## Bischöfe von Cartago
- José Gabriel Calderón Contreras, 1962–1995
- Luis Madrid Merlano, 1995–2010, dann Erzbischof von Nueva Pamplona
- José Alejandro Castaño Arbeláez OAR, 2010–2020
- César Alcides Balbín Tamayo, seit 2021

## Weblinks

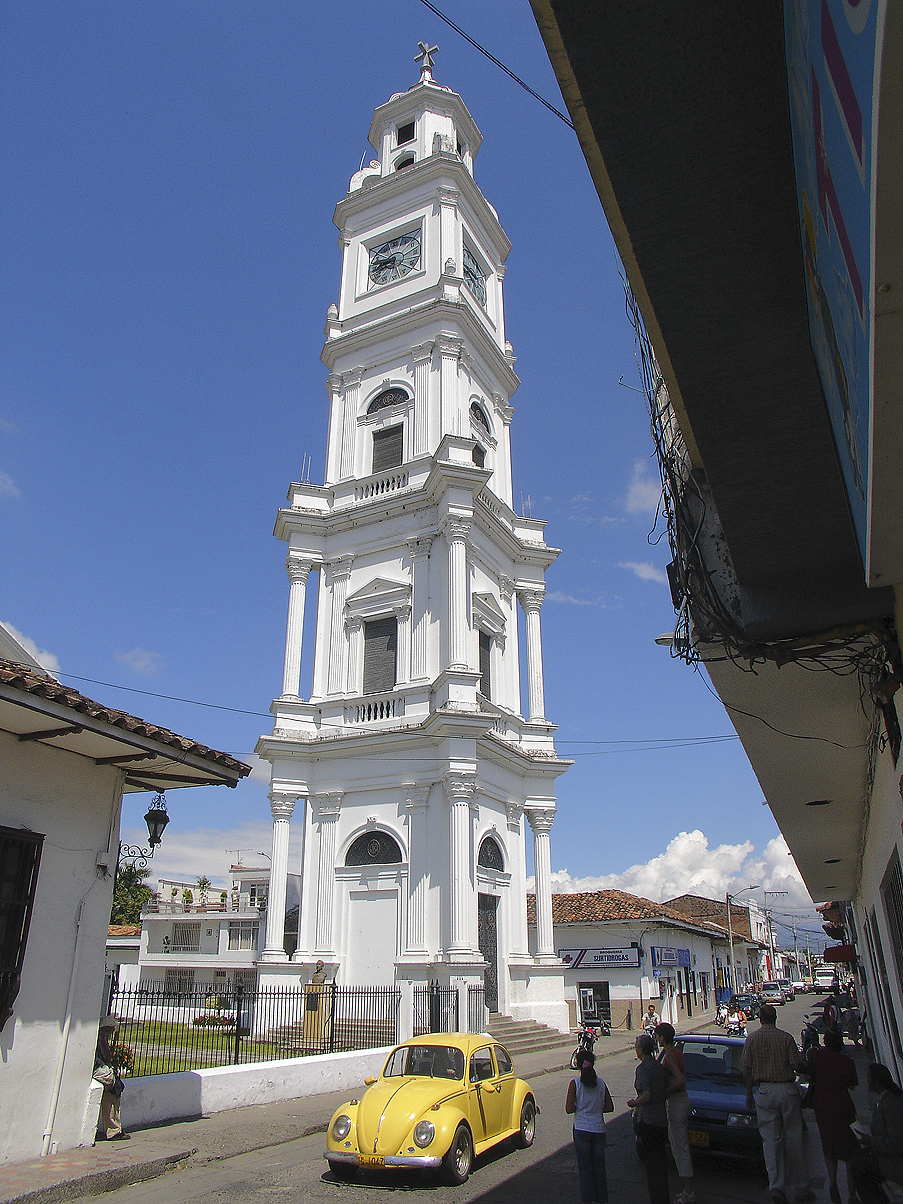
Kathedrale Nuestra Señora del Carmen Cartago